# Шварцзе (озеро, Форарльберг)
Шва́рцзе (нем. Schwarzsee) — высокогорное озеро на перевале Хохйох в горах Фервальгруппе. Располагается на территории округа Блуденц в федеральной земле Форарльберг на западе Австрии. Относится к бассейну реки Лиц, правого притока Илль.
Швварце представляет собой проточное олиготрофное озеро, находящееся на высоте 2086 м над уровнем моря в восточной части коммуны Шрунс. Площадь озера составляет около 2,4 га.
С запада на северо-восток озеро пересекает верхнее течение ручья Тойфельсбах, левого притока реки Лиц, вытекающего из Херцзе.
Вода в озере мягкая (1,9 °dH), слабощелочная (pH 7,6).